# Torquato Conti
Torquato Conti, född 1591, död i juni 1636, var en italiensk markis och militär, senare hertig av Guadagnolo.
Conti blev 1619 överstelöjtnant och regementsbefälhavare vid ett av Albrecht von Wallenstein värvat kyrassiärregemente i kejserlig tjänst. 1624 blev han överste och innehavare av samma regemente, och deltid även fortsättningsvis i trettioåriga kriget ända till 1630, och avancerade under tiden till fältmarskalk. Som sådan förde han 1630 befälet mot Gustav II Adolf i Pommern, men kunde på grund av sin armés dåliga skick inte uträtta mycket mot den svenska armén. På hösten 1630 lade han ned sitt befäl och återvände till Italien, där han blev chef för påven Urban VIII:s garden.